# Super Bass
Super Bass is een nummer van de Amerikaanse zangeres Nicki Minaj. Het nummer is geschreven door Nicki Minaj zelf, Daniel Johnson en Ester Dean. Super Bass kwam op 15 april 2011 uit op de Amerikaanse radio, en 5 maanden later was het nummer ook op de Nederlandse radio te horen. Het nummer staat op haar eerst studioalbum: Pink Friday.
In maart 2011 werd de videoclip opgenomen door Saama Hari. Super Bass stond in verschillende landen hoog in de hitlijsten.

## Hitnoteringen

### NederlandseSingle Top 100
| Hitnotering: (Week 1 t/m 2) 24-09-2011 t/m 01-10-2011 Hitnotering: (Week 3 t/m 7) 15-10-2011 t/m 12-11-2011 Hitnotering: (Week 8) 07-01-2012 Hitnotering: (Week 9) 05-01-2013 | Hitnotering: (Week 1 t/m 2) 24-09-2011 t/m 01-10-2011 Hitnotering: (Week 3 t/m 7) 15-10-2011 t/m 12-11-2011 Hitnotering: (Week 8) 07-01-2012 Hitnotering: (Week 9) 05-01-2013 | Hitnotering: (Week 1 t/m 2) 24-09-2011 t/m 01-10-2011 Hitnotering: (Week 3 t/m 7) 15-10-2011 t/m 12-11-2011 Hitnotering: (Week 8) 07-01-2012 Hitnotering: (Week 9) 05-01-2013 | Hitnotering: (Week 1 t/m 2) 24-09-2011 t/m 01-10-2011 Hitnotering: (Week 3 t/m 7) 15-10-2011 t/m 12-11-2011 Hitnotering: (Week 8) 07-01-2012 Hitnotering: (Week 9) 05-01-2013 | Hitnotering: (Week 1 t/m 2) 24-09-2011 t/m 01-10-2011 Hitnotering: (Week 3 t/m 7) 15-10-2011 t/m 12-11-2011 Hitnotering: (Week 8) 07-01-2012 Hitnotering: (Week 9) 05-01-2013 | Hitnotering: (Week 1 t/m 2) 24-09-2011 t/m 01-10-2011 Hitnotering: (Week 3 t/m 7) 15-10-2011 t/m 12-11-2011 Hitnotering: (Week 8) 07-01-2012 Hitnotering: (Week 9) 05-01-2013 | Hitnotering: (Week 1 t/m 2) 24-09-2011 t/m 01-10-2011 Hitnotering: (Week 3 t/m 7) 15-10-2011 t/m 12-11-2011 Hitnotering: (Week 8) 07-01-2012 Hitnotering: (Week 9) 05-01-2013 | Hitnotering: (Week 1 t/m 2) 24-09-2011 t/m 01-10-2011 Hitnotering: (Week 3 t/m 7) 15-10-2011 t/m 12-11-2011 Hitnotering: (Week 8) 07-01-2012 Hitnotering: (Week 9) 05-01-2013 | Hitnotering: (Week 1 t/m 2) 24-09-2011 t/m 01-10-2011 Hitnotering: (Week 3 t/m 7) 15-10-2011 t/m 12-11-2011 Hitnotering: (Week 8) 07-01-2012 Hitnotering: (Week 9) 05-01-2013 | Hitnotering: (Week 1 t/m 2) 24-09-2011 t/m 01-10-2011 Hitnotering: (Week 3 t/m 7) 15-10-2011 t/m 12-11-2011 Hitnotering: (Week 8) 07-01-2012 Hitnotering: (Week 9) 05-01-2013 | Hitnotering: (Week 1 t/m 2) 24-09-2011 t/m 01-10-2011 Hitnotering: (Week 3 t/m 7) 15-10-2011 t/m 12-11-2011 Hitnotering: (Week 8) 07-01-2012 Hitnotering: (Week 9) 05-01-2013 | Hitnotering: (Week 1 t/m 2) 24-09-2011 t/m 01-10-2011 Hitnotering: (Week 3 t/m 7) 15-10-2011 t/m 12-11-2011 Hitnotering: (Week 8) 07-01-2012 Hitnotering: (Week 9) 05-01-2013 | Hitnotering: (Week 1 t/m 2) 24-09-2011 t/m 01-10-2011 Hitnotering: (Week 3 t/m 7) 15-10-2011 t/m 12-11-2011 Hitnotering: (Week 8) 07-01-2012 Hitnotering: (Week 9) 05-01-2013 | Hitnotering: (Week 1 t/m 2) 24-09-2011 t/m 01-10-2011 Hitnotering: (Week 3 t/m 7) 15-10-2011 t/m 12-11-2011 Hitnotering: (Week 8) 07-01-2012 Hitnotering: (Week 9) 05-01-2013 |
| Week: | 1 | 2 | | 3 | 4 | 5 | 6 | 7 | | 8 | | 9 | |
| --- | --- | --- | --- | --- | --- | --- | --- | --- | --- | --- | --- | --- | --- |
| Positie: | 89 | 95 | uit | 82 | 87 | 82 | 91 | 99 | uit | 82 | uit | 95 | uit |